# Охматдет
Охматде́т (сокращение от «Охрана материнства и детства»; укр. Охматдит (охорона материнства та дитинства)) — многопрофильное диагностико-лечебное учреждение в Киеве. Самая большая детская больница на Украине.

## Основные параметры
По результатам аккредитации в 2008 году больница подтвердила высшую категорию. Ежегодно в стационаре на 620 койках проходят лечение до 18 тысяч детей; около 20 тысяч получают неотложную помощь в травматологическом пункте больницы. В 2020 году центр расширился, на территории открылся новый корпус. Клиника «Охмадет» — единственная на Украине где обследуют и вынашивают новорождённых с патологиями, а также недоношенных детей с массой тела от 500 грамм.
Ежегодно в больнице выполняется около 7 тысяч операций. Выполняются все виды оперативных вмешательств, кроме кардиохирургических.
В клинике работают два заслуженных врача Украины, три доктора и 17 кандидатов медицинских наук.

## Структура центра
- хирургическое отделение
- отделении реконструктивно-пластической хирургии
- отделении токсикологии
- медико-генетический центр
- центр детской гематологии
- терапевтическое отделение
- неврологическое отделение
- отделении эндокринологии

## История

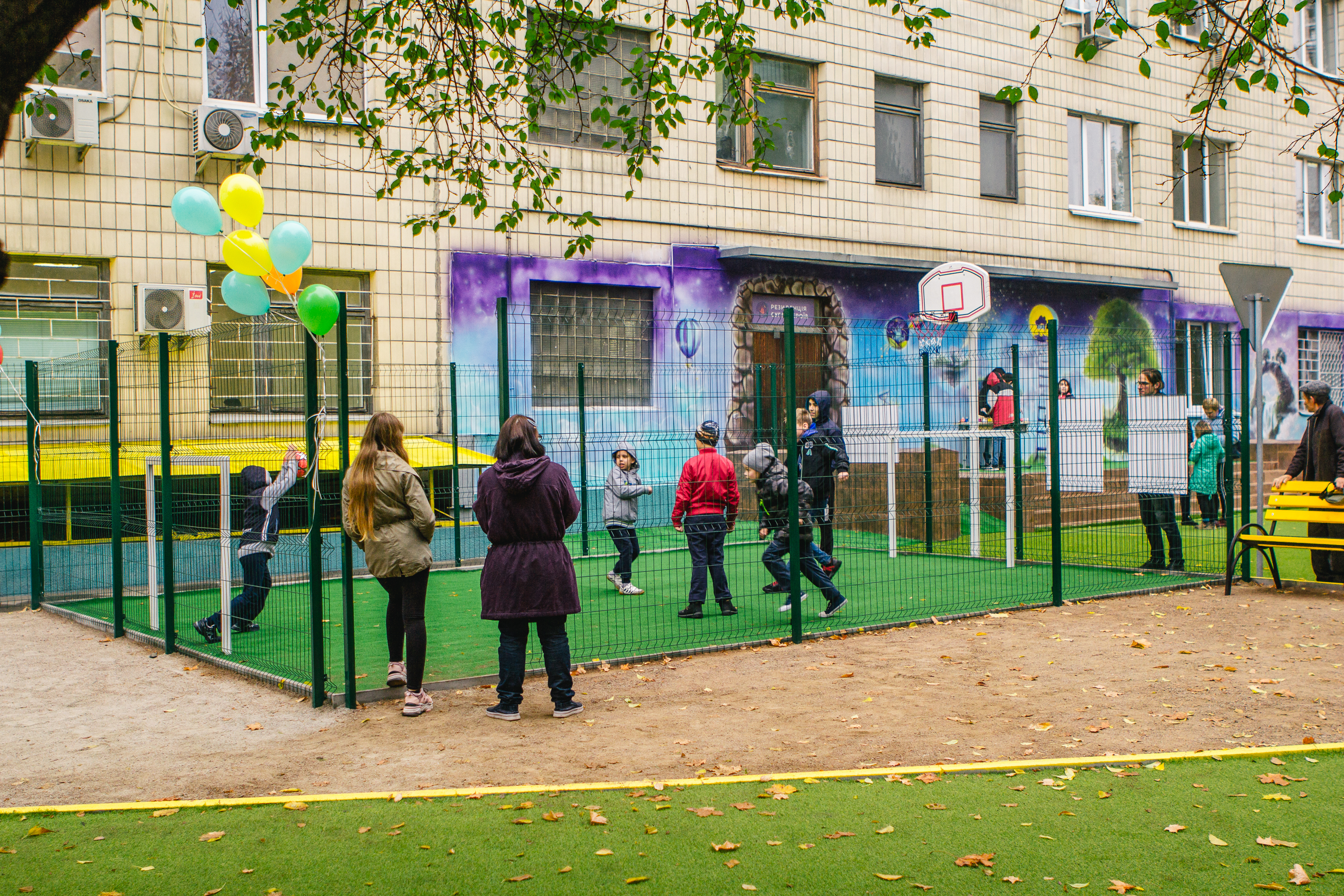
Двор школы для детей, лежащих в больнице «Охматдет»

История учреждения началась в 1894 году, с открытия Киевской бесплатной больницы для чернорабочих и бедных людей на деньги украинского предпринимателя и мецената Николая Терещенко. После прихода к власти большевиков, в 1921 году больницу перепрофилировали в детскую. Весной 1929 года в Киеве был создан «Институт охраны материнства и детства», деятельность которого была тесно связана с детской больницей. В 1934 году «Охматдет» объединили с институтом здравоохранения подростков, а после Второй мировой войны к больнице присоединили поликлинику № 11, после чего она получила название Объединенная больница института охраны материнства и детства «Охматдет».
В 2011 году началось строительство новых корпусов больницы, а в декабре 2017-го открылась первая очередь нового корпуса «Охматдета»: лечебный комплекс площадью более 26 тысяч кв.м. с современным оборудованием. Полностью строительство новых корпусов завершилось в июле 2020-го, количество коек в больнице возросло с 620 до 720, а число операционных — с 6 до 12.
После российского нападения на Украину часть пациентов «Охматдета» эвакуировали в более безопасные регионы Украины, а также в другие страны. Больница продолжила свою работу, а также начала принимать раненых. 12 октября 2023 года на стриминговых сервисах был выпущен благотворительный музыкальный сборник Heal The Sky, средства от распространения которого планировалось направить в больницу.

### Ракетный удар

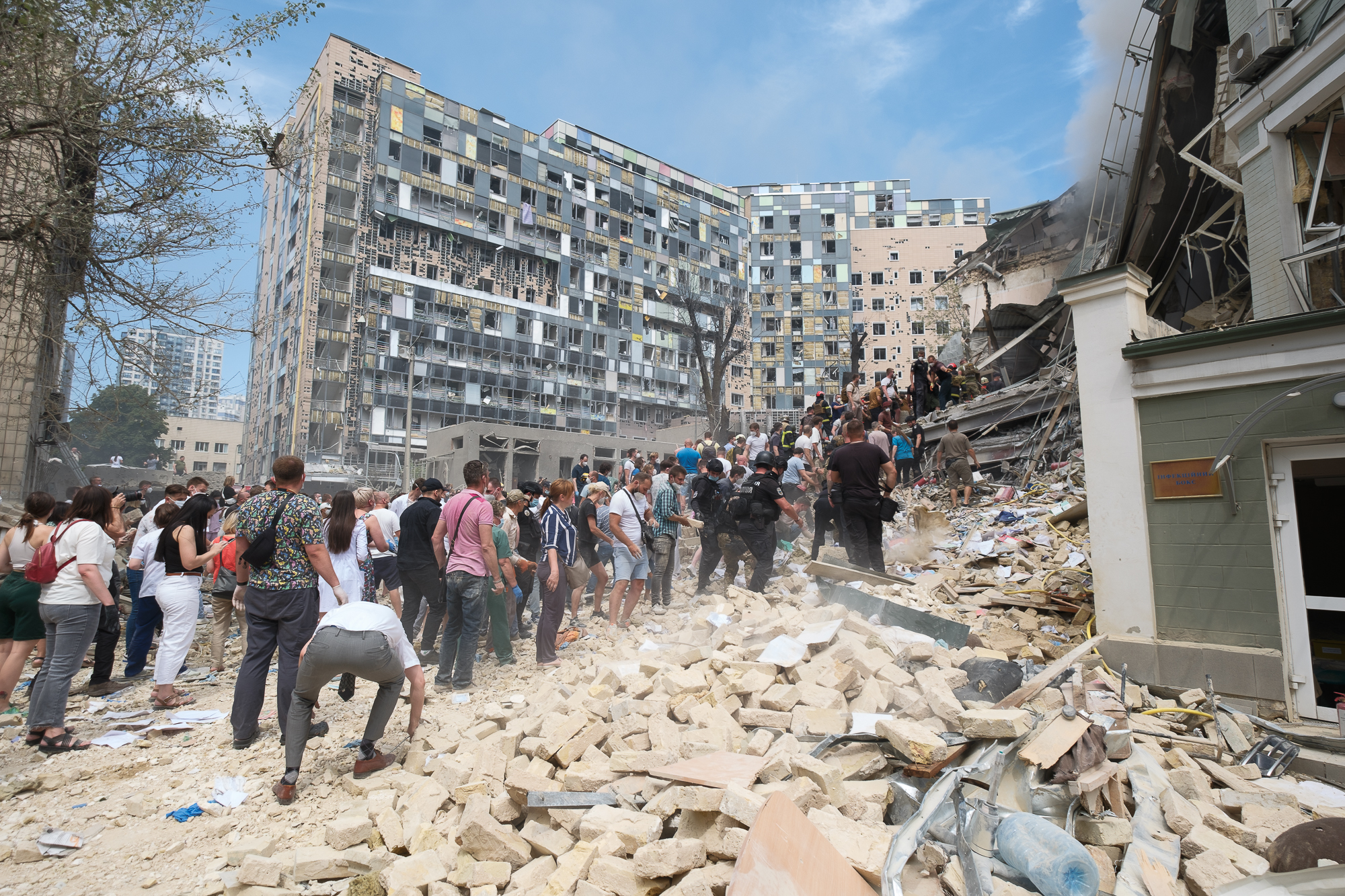
«Охматдет» после удара 8 июля 2024 года

8 июля 2024 года, в ходе ракетного обстрела Украины, российские войска нанесли удар по территории Центра крылатой ракетой Х-101. Значительные повреждения получил корпус отделения онкологии, в котором на момент удара находились дети на диализе, погибли два человека (врач больницы и родственник пациента), позднее скончался мальчик, раненный при ракетном ударе. В больнице был полностью разрушен корпус токсикологии и повреждены четыре лечебных и один административный корпус, была разрушена часть единственной в Украине онкогематологической лаборатории. На момент ракетного удара в клинике находилось 627 детей, проводились три сложные операции.